# أغستاش خشن
أغستاش خشن (الاسم العلمي: Agastache rugosa) نوع نباتي يتبع جنس الأغستاش وينتمي إلى الفصيلة الأغستاش.